# Список персонажів «Блам!»
Всесвіт манґи «Блам!», створений Ніхеєм Цутому, є місцем дії таких вигаданих персонажів і локацій:

## Головні персонажі

Кіллі, яким він зображений у «Блам!»

Кіллі (яп. 霧亥, Кірії, також згадується як Кіріі)
Сейю: Сакурай Такахіро
Кіллі — головний персонаж «Блам!». Він — кіборг, якому керівна AI-агенція доручила знайти людину у Мегаструктурі радіусом 5,3 а.о., яка досі володіє Мережевим термінальним геном — генетичним маркером, необхідним для безпечного доступу до Мережевої сфери, звідки можна було б керувати функціями Мегаструктури. Він озброєний Гравітаційним Променевим Випромінювачем (ГПВ) — компактною, але надзвичайно потужною зброєю, що здатна пробивати в Мегаструктурі тунелі завдовжки в кілька миль. Згодом до нього приєднується Сібо у його пошуках.
На вигляд Кіллі — похмурий юнак років 20–25, що майже ніколи не посміхається (хіба що скажено в моменти стрільби) і трохи сутулиться, стоячи в спокійній позі. Він не боїться битися та часто використовує ГПВ. Також він демонструє надлюдську силу та витривалість — його можуть жбурнути крізь стіни чи підлогу, а він устає без видимих ушкоджень. Віддача ГПВ настільки велика, що його часто відкидає в стіни чи в землю, проте Кіллі щоразу підводиться. Навіть на найнижчій потужності зброї його руку відкидає назад. Під час сутички з велетенським «Захисником» за межами «Важкої промисловості Тоха» він вистрілює з ГПВ на Рівні 4 (Extra). Віддача стає настільки сильною, що Кіллі відкидає на велику відстань, а права рука ламається, оголюючи кістку і тканини. Він може виживати після поранень, від яких людина загинула б, і ще й швидко відновлюється. У тихі періоди він уколює собі препарати у лоба, а коли йому не вистачає сил, може ввести їх просто в долоню.
Кіллі має електронний конектор, щоби передавати сигнали для зупинки Будівників чи отримувати/передавати інформацію між собою і кимось іншим. Він не пам'ятає свого минулого й того, як отримав ГПВ. Кіллі не довіряє кремнієвим істотам і знищує їх за кожної нагоди, незалежно від того, чи вони вороже налаштовані до нього і його мети. Проте в Блам!² він рятує Пселл (представницю нового, відносно мирного покоління кремнієвих істот), що свідчить про зміну його пріоритетів чи про те, що кремнієві істоти вже не становлять для нього особливої загрози.
Сібо (яп. シボ, Шібо)
Сейю: Ханадзава Кана (аніме-фільм), Асука Аідзава (японське ONA)
Сібо — головна науковиця «Біо-Електричної Корпорації» у столиці та приєднується до Кіллі в його пошуках Мережевого термінального гена.
Вперше Кіллі зустрічає Сібо на нижніх рівнях Корпорації у Столиці, де її ув'язнили за спробу доступу до Мережевої сфери зі штучно створеним різновидом Мережевого термінального гена. Невдала спроба зламати Мережеву сферу викликала появу «Захисника», який знищив усю лабораторію, де Сібо проводила експеримент. Втрата людей і руйнування призвели до того, що правління Корпорації визнало її винною і ув'язнило.
Її початкова форма — гнилий верхній торс жінки, що підтримується машинами, вживленими в тіло. Вона вмовляє Кіллі взяти її з собою, бо йому потрібні її хакерські здібності для доступу до потрібних файлів. Згодом вона переносить свою свідомість у нове тіло й допомагає Кіллі знищити Президента Корпорації. Після цього Сібо залишає Корпорацію, щоб подорожувати з Кіллі.
Пізніше в манзі Сібо гине від рук «Захисника», але її свідомість захоплює тіло Санакан; при цьому в тілі залишається й свідомість Санакан, і обидві змушені ділити один «носій». Сібо здатна придушувати свідомість Санакан, однак траплявся випадок, коли «Захисник» зумів на деякий час повернути контроль Санакан.
Після зіткнення з Кремнієвим життям, Менсаб і Сеу, Кіллі переносить у паралельний світ, де він зустрічає альтернативну версію Сібо в її старому вигляді. Обидві Сібо хочуть повернутися в оригінальну реальність. Під час спроби це зробити альтернативна Сібо гине від рук істоти з Кремнієвого життя, а оригінальна Сібо зазнає серйозних ушкоджень, і свідомість Санакан знову намагається повернутися. В останню мить, перш ніж Санакан відновлює повний контроль, Сібо витягує свої дані особистості й переносить їх у мертве тіло альтернативної версії, ожививши його.
Після сутички з Кремнієвим життям, які прагнули отримати доступ до Мережевої сфери, у тіло Сібо було незаконно завантажено «Захисника» 9-го рівня (найвищого), що призвело до її остаточної трансформації у «Захисника» 9-го рівня й водночас нового носія Мережевого термінального гена. Сфера в її нижній частині тулуба містить ген, який може врятувати Місто, якщо його винести до самого краю, де він зможе розвиватися без забруднення Мегаструктурою та її мешканцями. Санакан згадує, що «дитина» — це продукт її ДНК та ДНК Сібо. Невдовзі після трансформації Кіллі важко ранить Сібо з ГПВ, через що вона повертається у дитиноподібний стан і зрештою потрапляє до рук Кремнієвих істот, попри зусилля Санакан урятувати її. Санакан просить повернутися до Базової Реальності без резервних даних, адже нею керує бажання захистити «дитину». Вона пробивається крізь Кремнієвих істот, щоб дістатися до Сібо, й зустрічає «Екстермінатора» Першого Класу. Кіллі знищує Екстермінатора та повертає сферу, проте цей ворог убиває Сібо і Санакан під час сутички.

## Інші персонажі

### Захисники (Safeguard)
«Захисники» — це незалежна програма, відокремлена від Мережевої сфери. Її створили як інструмент для обслуговування тих, хто може увійти до Мережевої сфери. Проте сфера була дестабілізована (точна причина не визначена, але у приквел-манзі NOiSE натякається, що винна невелика група людей), і «Захисники» змінили свої методи: тепер вони не дають неавторизованим користувачам потрапити у Мережеву сферу, а відразу знищують будь-яку людину, яка не має Мережевих термінальних генів. У «Захисників» є дев'ять рівнів ієрархії (9-й — найвищий). Проте в їхній системі «Екстермінаторів» (початково найнижчий рівень) діє інша ієрархія: «Перший Клас» — наймогутніший.
- Санакан (яп. サナカン, Санакан)

Сейю: Хаямі Саорі

Санакан у режимі «Захисника»

Вперше з'являється як невисока дівчина з чорним волоссям, яка знаходить Кіллі і Сібо у тунелі після того, як вони пробили непроникний шар Мегаструктури пострілом із ГПВ.
Згодом з'ясовується, що Санакан — високорівневий «Захисник» із ГПВ, подібним до зброї Кіллі. Спочатку вона поводиться як будь-який «Захисник», маючи на меті знищити всіх людей без Мережевих термінальних генів. Однак це змінюється, коли вона починає виступати представником Керівної Агенції з метою повернути Сібо, котра стала нелегальним «Захисником» 9-го рівня. У цей момент Санакан переходить у більш захисну роль.
Фізичне тіло Санакан знищується двічі: вперше, коли вона руйнує Центральний ШІ «Важкої промисловості Тоха», і вдруге, коли захищає Сібо від Кремнієвих істот. Вона зрештою гине, жертвуючи собою, щоб урятувати Кіллі та сферу з «дитиною» Сібо від «Екстермінатора». Санакан стає «другою матір'ю» дитини з Мережевим термінальним геном разом із Сібо, яка фактично носила в собі цю «кулю» з ембріоном.
- Дхомочевскі — Особливий «Захисник»; не ворогує з людьми. Можливо, причина в тому, що він і Іко «застрягли» в базовій реальності без резервного копіювання, коли систему «Захисників» на їхньому рівні відключили кремнієві істоти невдовзі після запуску їхніх програм. Має шрам на лівому оці, де Шіфф вдарив його. Разом із Іко його покликали обороняти тимчасовий рівень Мегаструктури. Туди вторгається група Кремнієвого життя під проводом Давіне. Дхомо та Іко відчайдушно прагнуть захистити цей рівень, оскільки тут для доступу до Мережевої сфери потрібна лише звичайна людська ДНК. Як зброю він використовує чотирицівкову рушницю з різними видами снарядів. Дхомочевскі дістає важких ушкоджень і втрачає голову, коли в нього вистрілює щойно завантажений «Захисник» 9-го рівня, який інстинктивно реагував на загрозу.

- Іко — Іко з'являється як тонкий, білий «відблиск» людського обличчя. У флешбеках Дхомочевскі натякається, що колись вона мала справжнє тіло, проте як і чому втратила його — не пояснюється. Ймовірно, вона не змогла отримати нове тіло, бо Кремнієве життя захопило Вежу Перетворення Речовини, потрібну їм із Дхомочевскі. Вона захищає Дхомочевскі, передбачає дії ворогів і виліковує його, якщо це можливо. У відчайдушній спробі зупинити Давіне та трансформацію Сібо в «Захисника» 9-го рівня Іко передає всю свою силу Дхомочевскі.

### Кремнієве життя (кіборги)
- Айві — лідер загону кіборгів, що нападають на «Важку промисловість Тоха». Носить величезну зброю, що складається з чотирьох мечів, де два прикріплені на пружині й можуть розкладатися. Зрештою він програє в поєдинку з мечами проти Сеу. (Іноді виникає плутанина, хто з них Айві, а хто Мейв, через те, що в ілюстрації двоє персонажів підписані як «Ivy & Maeve», і в японській оригінальній верстці читається справа наліво. У томі 4 їхні імена стають зрозумілими з діалогів.)

- Мейв — поплічниця Айві. Нижню половину її тіла відрізав Сеу у бою. Пізніше Айві й інші кіборги знаходять «удосконаленого» кіборга, вмурованого у стіну; вони «вирізають» його, виймають оригінальну голову й імплантують туди Мейв. Згодом, коли Мейв ось-ось страчує Менсаб, Сеу намагається вбити її, метнувши меч і встромивши його їй у лоб. Проте вона майже не реагує на це й таки хотіла закінчити справу, але її відразу убиває Кіллі, який випускає гравітаційний промінь у її серце. Це трапляється саме в момент телепортації «Важкої промисловості Тоха».

- Блон — один із поплічників Давіне Лу Лінвеги. Може керувати червоподібними істотами, що прикріплюються до хребта жертви й знерухомлюють її. Також здатен змінювати форму свого тіла. Уперше Блон з'являється у вигляді великої «багатоніжки», а потім набуває людиноподібної форми, щоб атакувати Кіллі та Сібо. Тоді він зазнає важких поранень від Кіллі. Коли Дхомочевскі, Сібо й Іко шукають Кіллі та Давіне, біля великого транспортного шлюзу Мегаструктури з'являється Пселл і майже одразу з'являється Блон у своїй «третій формі» — щось на зразок велетенського металевого гібриду павука й богомола з обличчям Блона та великою гарматою на лівій руці. Блон ранить Дхомочевскі й викрадає капсулу з ДНК Сеу, що була у Сібо. Зрештою він гине, коли Дхомочевскі, Сібо та Іко зачиняються у порталі шлюзу, а Блон залишається назовні й гине від тиску. Капсула лишається назовні, і її забирає Пселл.

- Шіфф — ще один із лейтенантів Давіне Лу Лінвеги. Має дві чорні прямокутні леза на своєму обладунку, здатні вилітати як снаряди. Він першим атакує Кіллі після того, як той втратив ГПВ й змушений користуватися звичайною зброєю «Захисників». Кіллі дає відсіч, зламує Шіффу обличчя броні ударами кулаків. Коли Шіфф заліковує свій шолом, Кіллі наносить йому фінальний удар.

- Давіне Лу Лінвега — лідер групи кіборгів, із якими Кіллі стикається ближче до кінця сюжету. Рівень, на якому вона перебуває, дає тимчасовий доступ до Мережевої сфери всім зі звичайною людською ДНК. Давіне прагне проникнути в Мережеву сферу й тому намагається отримати зразок ДНК Сеу, що є у Сібо. Їй вдається ввійти у сферу, маскуючись під Сеу, але вона недооцінює агента Керівної Агенції, який навмисне уповільнює швидкість з'єднання, даючи змогу Дхомочевскі атакувати й убити її. Втім Давіне встигає викрасти дані «Захисника» 9-го рівня. (Стать Давіне часом викликає суперечки; Іко спочатку називає її чоловіком. Проте в «Академії Блам!» її зображують дівчиною.)

- Пселл — підлегла Давіне; вправна бійчиня з мечеподібною зброєю, що випускає імпульси, здатні відбити навіть промінь ГПВ. За словами Іко, вона найнебезпечніша серед кремнієвих істот, що вторглися. Незвично для Кремнієвого життя, Пселл може використовувати Вежу перетворення «Захисників» (захоплену Давіне), щоб ремонтувати себе й уникати поранень. Натякається, що між нею й Дхомочевскі є певний зв'язок, але подробиць не розкривають. Після перетворення Сібо в «Захисника» 9-го рівня Пселл намагається знищити її пострілом із меча, але Кіллі убиває Пселл (т.8, стор. 174).

- Генерали Кремнієвих Істот — двоє таємничих кремнієвих істот, що очолюють поселення, яке захоплює «Захисника» 9-го рівня. Обидва мають жезлоподібну зброю зі здібностями, схожими на «мечі Захисників». Чоловік, одягнений у плащ і металеві обладунки, ранить Санакан, поки та намагається зупинити його. Жінка з чорно-білим волоссям востаннє з'являється, розчленовуючи зрадливого кіборга в броні. Подальші події лишаються на розсуд читача: можливо, Кіллі її знищив.

### Люди
- Техномади — група людей, на яку натрапляє Кіллі, перебуваючи ще дуже низько в Місті. Вони втратили будь-які знання про своє походження. Імовірно, мають зв'язок зі «Збирачами» та «Електроловами», бо схожі з ними обладунками та «племінним» виглядом. Техномади мандрують між притулками, уникаючи відкритих просторів без особливого захисту.

- Робітники — люди, що мешкають у місті при «Енергетичній Корпорації» близько вершини однієї з Мегаструктур. У них поширені масштабні модифікації тіла. Як наслідок, більшість із них суттєво вищі за Кіллі, на три-чотири фути. Корпорація розкопує багато технологій з оточуючих структур і відтворює технології «Захисників», «Агенції» та Кремнієвого життя, через що їхня культура та зовнішність дуже залежать від цих досліджень.

- Сухі Люди — незрозуміло, чи це справжні люди або «дружні» мутовані Кремнієві істоти. Свою назву отримали від «Робітників» через довгі тріщини на шкірі. Їх часто переслідують «збирачі органів», яким потрібні їхні тіла через низьку ймовірність відторгнення тканин.

- Збирачі (Planters) — люди, які колись працювали «Робітниками» у «Важкій промисловості Тоха».

- Електролови (Electrofishers) (оригінально Denki-Ryoushi (яп. 電基漁師)) — нащадки «Збирачів», яких багато поколінь тому вигнали з «Важкої промисловості Тоха». Вони втратили всі знання про призначення Тоха. Їхній зовнішній вигляд став «племінним»: елементи обладунків попередників вони прикрашають символами, намистами й стрічками. Борються із «Захисниками» за допомогою потужних рушниць-гарпунів. Як саме вони виживають у Мегаструктурі — незрозуміло, імовірно, постійно кочують і збирають усе цінне. Колись їхні попередники могли зберігати особистість померлих «ловців» і переносити її в нові тіла, проте ця технологія давно загублена. На відміну від високих Сібо чи Кіллі, «Електролови» невеликі на зріст.
  - Дзуру (яп. づる, Дзуру), Сейю: Амамія Сора (японською);
  - Поп (яп. おやっさん, Ояссан), Сейю: Кадзухіро Ямаджі (японською);
  - Сутезо (яп. 捨造, Сутезо), Сейю: Міяно Мамору (японською);

Електролови з аніме-фільму:
- Тае (яп. タエ, Тае), Сейю: Ая Судзакі (японською);
- Фусата (яп. フサタ, Фусата), Сейю: Нобунаґа Шімазакі (японською);
- Ацуji (яп. アツジ, Ацуji), Сейю: Юкі Кадзі (японською);

### Другорядні персонажі
- Менсаб — ШІ-контролер Печери 8 у «Важкій промисловості Тоха». Її вигнали з колективу ШІ, точна причина невідома. Вона зазвичай спокійна й незворушна, але її зовнішній вигляд відображає емоції. Коли Сібо йде з «Важкої промисловості Тоха», Менсаб дає їй капсулу зі зразком ДНК Сеу, яка частково здатна отримати доступ до Мережевої сфери.

- Сеу — «Збирач», що захищає Менсаб. Він майстерно володіє мечем і вірно служить їй. Якщо його важко поранити, Менсаб відновлює Сеу за допомогою обладнання, яке може зцілювати будь-які ушкодження й відтворювати будь-яку речовину, однак він щоразу втрачає частину спогадів. Імовірно, Сеу був останнім із «Збирачів», адже решта, як і вся «Важка промисловість Тоха», загинули внаслідок знищення або ж сховалися поза межами реальності. Наприкінці він і Менсаб відходять у просторово-часову «кишеню» разом із записаними особистостями решти «Збирачів», щоби вціліти.

- Морі — дівчина, чий розум збережено в аварійному пристрої, схожому на USB-носій. Її тіло пролежало недоторканим невідомо скільки, допоки Кіллі не знайшов його. «Морі» — насправді не її справжнє ім'я, а назва фірми-виробника пристрою. Кіллі бере її з собою, фактично надаючи їй «другий шанс». Вона багато говорить замість Кіллі, коли той іде без Сібо. Пізніше, коли Кіллі отримує «дитину» Сібо, «Керівна Агенція» переносить Морі у сховище та розпитує про пригоди з Кіллі.

## Фракції чи групи
- Захисники — незалежна система оборони Мережевої сфери. Спершу вони мали зупиняти неавторизований доступ до сфери, але внаслідок проблеми з поширенням людей, які не мають Мережевих термінальних генів (чи заражені), «Захисники» почали винищувати будь-кого, хто не має потрібних генів. Вони часто матеріалізуються з речовини Мегаструктури за допомогою веж структурного перетворення. Навіть люди можуть перетворюватися на «Захисників» після контакту зі зброєю «Захисників» — наприклад, з дротиками Санакан. Особливі агенти типу Санакан чи Дхомочевскі можуть мати власні «особистості» в Мережевій сфері з можливістю завантаження у нові тіла.

- Екстермінатори — підрозділ «Захисників», що складається з чорно-білих, кремнієво-біомеханічних гуманоїдних роботів. Зазвичай вони користуються примітивною зброєю ближнього бою, проте мають надзвичайно міцну броню. Між ними є різні типи (рівні) сили, хоч детальної ієрархії не наведено. «Клас Перший» є найсильнішим. «Екстермінатори» діють за іншими протоколами, ніж «Захисники»-агенти (Санакан, Дхомочевскі тощо). Буває, що вони вважають високорівневих «Захисників» перешкодою: один «Екстермінатор» навіть цілився в Санакан, проте, схоже, не добив її. Можливо, він перестав бачити її як загрозу.

- Керівна Агенція або «Влада» (оригінально Touchikyoku (яп. 統治局)), Сейю: Тойосакі Акі (аніме-фільм), Тацунорі Аракава (ONA) — верховний рівень Мережевої сфери. Іноді допомагає Кіллі та Сібо в боротьбі проти Кремнієвого життя чи «Захисників», проте не контролює «Захисників» безпосередньо — може лише заважати їм. Їхня мета — віднайти людину з Мережевим термінальним геном, аби зупинити «Будівників», які розростили Місто без контролю.

- Будівники (оригінально Kensetsusha (яп. 建設者), тобто «Архітектори») — машини, що будують Місто. Вони не підключені безпосередньо до Мережевої сфери чи «Захисників». Людина з Мережевими термінальними генами здатна активувати їх. Їхня форма й розміри дуже різноманітні. Кіллі пригадує їхню «мову», а Сібо вдається підпорядкувати Будівників собі цілковито. На верхніх рівнях Мегаструктури деякі Будівники модифіковані невідомими людьми (загиблими раніше) й набули подоби істот, що спілкуються й мають більш-менш «гуманоїдну» природу.

## Споруди
- Мегаструктура (оригінально chou-kozoutai (яп. 超構造体)) — величезні плити між рівнями Міста, зроблені з таємничого, майже незнищенного матеріалу. Ці плити є частиною системи ізоляції колосальних «поверхів» Міста. Будь-які спроби наблизитися до Мегаструктури викликають миттєву появу «Захисників». Єдиним відомим способом пробити її є прямий постріл із ГПВ.
- Мережева сфера (The Netsphere) — гіпотетичне майбутнє «мережі», доступне лише тим, у кого є Мережеві термінальні гени, й захищене «Захисниками». У «NOiSE» натякається, що це «Новий Соціальний Порядок», створений, щоб виключити заражених. Увійти туди можуть тільки особи з Мережевим термінальним геном.
- Важка промисловість Тоха (оригінально Toua-juukou (яп. 東亜重工)) — гігантська споруда (чи навіть «транспорт»), відокремлена від Мегаструктури. Ця назва зустрічається також у манзі Біомега і в Лицарі Сідонії як виробник мех. Усередині живуть люди, відомі як «збирачі», що породили «електроловів». Тут діє колективний ШІ, що складається з 13 під-АІ (по одному на кожну «печеру»). Центральний ШІ, однак, поводиться дедалі непередбачуваніше, безрезультатно намагаючись уникнути «божевілля». «Важка промисловість Тоха» формально ізольована від зовнішнього світу на підставі угоди з Керівною Агенцією, бо «кремнієва хвороба» там надто загрозлива. Ті, хто намагався вийти за межі, були вигнані.
- Вежі структурного перетворення — автономні резервуари енергії чи матеріалу поза самою Мегаструктурою. Здатні синтезувати будь-яку матерію — переважно «Захисників». Давіне Лу Лінвега захоплює одну з таких веж, щоб «завантажити» різні види істот, зокрема спеціальних «Екстермінаторів» із її власним обличчям.

## Сюжетні елементи
- Мережеві термінальні гени (оригінально Net-tanmatsu-idenshi (яп. ネット端末遺伝子)) — особливі гени, що надають повний доступ до Мережевої сфери. У часи, де відбуваються події «Блам!», вони стали вкрай рідкісними. «Захисники» отримали наказ знищувати будь-якого, хто не має цього гена. Будь-яка спроба нелегального доступу до Мережевої сфери завершується з'явою «Захисника», який убиває порушника. Тому щоразу, коли люди без цих генів намагаються пробратися до сфери, «Захисники» їх ліквідують. Через це вони фактично воюють із майже всіма людьми, адже одиниці досі мають ці рідкісні гени.